# توم بلانكنبرغ
توم بلانكنبرغ (بالإنجليزية: Tom Blankenburg)‏ (2 سبتمبر 1909 – 29 مارس 1979) هو سبّاح من الولايات المتحدة راحل، مثّل بلاده في الألعاب الأولمبية الصيفية 1928.

## روابط خارجية
توم بلانكنبرغ على موقع الاتحاد الدولي للسباحة (الإنجليزية)
- توم بلانكنبرغ على موقع أوليمبيديا (الإنجليزية)